# Aardbeving Luzon 1990
Op maandag 16 juli 1990 om 16:24 uur lokale tijd werd Luzon, het grootste eiland van de Filipijnen, getroffen door een aardbeving met een kracht van 7,7 op de schaal van Richter. Het was daarmee de krachtigste aardbeving van 1990. Het epicentrum van deze aardbeving lag op 15° 42' NB, 121° 7' OL, nabij Rizal, ten noordoosten van Cabanatuan City. Bij de aardbeving kwamen ongeveer 1600 mensen om het leven. Er was schade in een gebied van zo'n 20.000 km² in het noordwesten van Luzon.

## Noot
1. ↑  (en)  USGS - M 7.7 - 4 km E of Macapsing, Philippines, website USGC
2. ↑  The July 16 Luzon Earthquake: A Technical Monograph. Inter-Agency Committee for Documenting and Establishing Database on the July 1990 Earthquake. Philippine Institute of Volcanology and Seismology (2001). Gearchiveerd op 15 augustus 2011. Geraadpleegd op 2 oktober 2008.